# Boïgues de Mitges
Boïgues de Mitges és una partida rural del terme municipal de Conca de Dalt, a l'antic terme d'Hortoneda de la Conca), al Pallars Jussà. És en territori del poble d'Hortoneda.
Està situat a l'esquerra de la llau dels Pastors i a la dreta de la llau del Rebollar, al nord de Boscarró i a migdia del Planell de Motes.
Consta de 2,0333 hectàrees de conreus de secà, bosquina i zones improductives.